# 1269 Rollandia
1269 Rollandia eller 1930 SH är en stor asteroid i huvudbältet, som upptäcktes den 20 september 1930 av den ryske astronomen Grigorij N. Neujmin vid Simeiz-observatoriet på Krim. Den är uppkallad efter den franske författaren och nobelpristagaren Romain Rolland.
Asteroiden har en diameter på ungefär 104 kilometer och den tillhör asteroidgruppen Hilda.